# Поп Ћира и поп Спира (ТВ серија)
„Поп Ћира и поп Спира” је југословенска телевизијска серија снимљена 1982. године у продукцији ТВ Нови Сад и ТВ Београд. Настала је као плод жеље редитељке Соје Јовановић да направи римејк сопственог филма из 1957. године, што је учинила у виду ове троделне (мини) серије, која се сматра најпознатијом и најквалитетнијом екранизацијом чувеног дела Стевана Сремца. Место снимања су банатска села Сакуле, Сефкерин, Опово и Баранда.

## Улоге
| Глумац                  | Улога                                     |
| ----------------------- | ----------------------------------------- |
| Стеван Шалајић          | Ћира, поп                                 |
| Ђорђе Јелисић           | Спира, поп                                |
| Дара Чаленић            | Перса, попадија Ћирина                    |
| Милена Саша Селенић     | Сида, попадија Спирина                    |
| Весна Чипчић            | Меланија, кћи Ћирина                      |
| Оливера Балашевић       | Јула, кћи Спирина                         |
| Ђорђе Балашевић         | Шандор-Шаца, берберин / приповедач серије |
| Владислав Каћански      | Пера, учитељ                              |
| Олга Познатов           | Нотарошевица                              |
| Добрила Шокица          | Фрау Цвечкенмајерка, бабица               |
| Жижа Стојановић         | Сока                                      |
| Велимир Суботић         | Аркадије, црквењак                        |
| Рената Улмански         | Фрау Габријела                            |
| Павле Вуисић            | Поп Олуја                                 |
| Сава Дамјановић         | Пера, кабаничар                           |
| Милена Дапчевић         | Арсиница                                  |
| Томанија Ђуричко        | тетка Макра                               |
| Радмила Гутеша          | Гечаница                                  |
| Иван Хајтл              | Нића, боктер                              |
| Михајло Бата Паскаљевић | Арса                                      |

 Остале улоге ▼
| Глумац           | Улога |
| ---------------- | ----- |
| Елеонора Ревид   | Ержа  |
| Јармила Сладичек | Жужа  |
| Лазар Брусин     | Лаза  |
| Лидија Булајић   | Пела  |
| Стеван Миња      | Нова  |
| Стојан Нотарош   | Стева |

Комплетна ТВ екипа ▼
| Редитељ                   | Соја Јовановић      |                                  |
| Сценариста                | Соја Јовановић      |                                  |
| Сценариста                | Стеван Сремац       |                                  |
| Композитор                | Боривоје Симић      |                                  |
| Директор фотографије      | Ненад Јовичић       |                                  |
| Монтажер                  | Радмила Николић     |                                  |
| Сценограф                 | Миомир Денић        |                                  |
| Уметнички директор        | Гојко Бошњак        |                                  |
| Костимограф               | Гордана Анђелковић  |                                  |
| Одсек за шминку           | Вера Рашић          | шминкерка                        |
| Одсек за шминку           | Радмила Тодоровић   | шминкерка (као Радмила Иватовић) |
| Менаџер продукције        | Момчило Пешић       | директор филма (1982)            |
| Менаџер продукције        | Мирјана Савић       | директор филма (1982)            |
| Помоћник режије           | Никола Јанковић     | први помоћник редитеља (1982)    |
| Помоћник режије           | Милош Вукотић       | други помоћник редитеља (1982)   |
| Уметнички одсек           | Сретен Јовановић    | сценски реквизитер (1982)        |
| Уметнички одсек           | Ђура Рашић          | Сет сликар (1982)                |
| Уметнички одсек           | Веселин Станојевић  | сценски реквизитер (1982)        |
| Одсек за звук             | Рихард Мерц         | миксер звука (1982)              |
| Одсек за звук             | Радослав Миљковић   | микроман (ас Раде Миљковић)      |
| Одсек за звук             | Радмила Николић     | тонска обрада (1982)             |
| Одсек за звук             | Иван Закић          | тон мајстор (1982)               |
| Одсек за камеру и расвету | Владета Ђорђевић    | први асистент сниматеља (1982)   |
| Одсек за камеру и расвету | Милорад Митровић    | сценски мајстор (1982)           |
| Одсек за камеру и расвету | Бранко Тодоровић    | фотограф (1982)                  |
| Одсек за камеру и расвету | Бора Златковић      | пратилац камере (1982)           |
| Одсек за костим           | Снежана Којић       | асистент костимографа            |
| Одсек за костим           | Нада Николић        | гардеробер (1982)                |
| Одсек за монтажу          | Драгица Ђурђевић    | асистент монтажера (1982)        |
| Одсек за монтажу          | Атанасије Урошевић  | асистент монтажера (1982)        |
| Музички одсек             | Ђорђе Караклајић    | диригент (1982)                  |
| Музички одсек             | Александар Радојчић | сниматељ звука (1982)            |
| Остала екипа              | Мирослава Јанковић  | секретар продукције (1982)       |
| Остала екипа              | Милан Мијатовић     | финансијски организатор (1982)   |
| Остала екипа              | Нада Недељковић     | секретар режије (1982)           |